# Bay de Verde Peninsula
Bay de Verde Peninsula är en halvö i Kanada.   Den ligger i provinsen Newfoundland och Labrador, i den östra delen av landet, 1 800 km öster om huvudstaden Ottawa.